# Olivedos
Olivedos är en kommun i Brasilien.   Den ligger i delstaten Paraíba, i den östra delen av landet, 1 600 km nordost om huvudstaden Brasília. Antalet invånare är 3 627.
Omgivningarna runt Olivedos är huvudsakligen savann. Runt Olivedos är det ganska glesbefolkat, med 21 invånare per kvadratkilometer.